# Zamach w Gaziantepie (2016)
Zamach na weselu w Turcji – akt terrorystyczny, który miał miejsce 20 sierpnia 2016 w Gaziantep w Turcji. W wyniku samobójczego zamachu zginęło 57 osób, a kilkadziesiąt osób zostało rannych.

## Przebieg zamachu
Do eksplozji ładunku wybuchowego doszło o godzinie 22:50 w trakcie trwania wesela, gdy uczestnicy wyszli na ulicę w celu kontynuacji zabawy. O przeprowadzenie zamachu podejrzane jest Państwo Islamskie. Większość ofiar stanowią Kurdowie. Według prezydenta Recepa Tayyipa Erdoğana sprawcą zamachu było dziecko w wieku 12-14 lat.